# Музей современного искусства (Росарио)
Музей современного искусства (исп. Museo de Arte Contemporáneo de Rosario) — музей современного искусства, расположенный в городе Росарио, Аргентина. Административно зависит от Муниципального музея изобразительных искусств им. Хуана Кастаньино. Он расположен на пересечении бульвара Ороньо и реки Параны. Здание музея было спроектировано Эрмете де Лоренци одним из самых важных архитекторов XX века.

## История
История музея начинается с инициативы Фонда Анторча, который согласился пожертвовать 27 работ, которые были выбраны директором Музеем латиноамериканского искусства в Буэнос-Айресе— Марсело Пачеко
Муниципалитету Росарио и Фонду музея Кастаньни совместно с компаниями и частными лицами удалось собрать необходимые средства для финансирования проекта.
Одновременно с концом 20-го века происходят значительные изменения на центральном побережье города Росарио в результате переноса портовых мероприятий, которые там развивались. Среди зданий, считающихся историческими ценностями в этом бывшем портовом районе, было так называемое «Сило Дэвис», которое и было выбрано для размещения нового музея современного искусства.Музей был открыт 16 ноября 2004 года

## Здание
Музей работает над тем, что было зерновым сборным заводом на берегу реки Парана. На первом этапе было выделено 970 квадратных метров, соответствующих десяти этажам, где функционировали офисы, и просторный коридор, который венчает силосы на высоте седьмого этажа. Для второго этапа планируется переработка восьми цилиндров, диаметром 7,5 метра каждый.
Проект был реализован управлением городских проектов cекретариата планирования муниципалитета Росарио. Он стремился полностью сохранить здание, возвышая характеристики бетона, подчеркивая Аскетизм как ценность и сохраняя структуру в поле зрения.
В музее имеются все удобства, а также застеклённый лифт, который позволяет получить доступ к потрясающим видам города и островов. Он оснащен системой пожаротушения и безопасности, которая соответствует международным стандартам выставок.

## Внешний вид музея
Внешний дизайн музея имеет характер эфемерной работы, так как каждые три года будет проводиться национальный конкурс, чтобы обновить его. Первым победителем стала архитектор Синтия Прието. 12 мая 2010 года стал известен новый выигрышный дизайн, который с 2011 года стал нынешним фасадом здания. Это проект, представленный Мартином Агуэро, который, кроме того, получил сумму $ 10.000 за то, что его дизайн был выбран. Его предложение состояло в представлении этапов и ориентаций знаков с помощью цветов и знаков: в цветах сезоны года, а также этапы дня. В оттенках серого этапы жизни и, наконец, четыре кардинальные точки, изображенные в черных наконечниках стрелок.

## Коллекция
Коллекция музея состоит из 848 произведений искусства (за исключением дизайнерских) и 464 авторов.